# Heterocromie

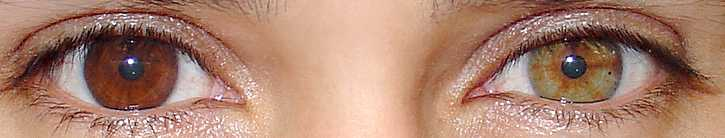
Heterocromie completă într-un ochi uman: unul căprui și unul aluniu

În medicină heterocromia face referire la diferența culorii irisului, părului sau a pielii. Heterocromia este rezultatul excesului sau carenței relative a unui pigment, numit melanină. Poate fi moștenită genetic, datorată mozaicismului genetic sau în urma unor boli sau răniri.
Culoarea ochilor este determinată în principal de către concentrația și distribuția melaninei. Ochiul afectat poate fi hiperpigmentat (hipercromic) sau hipopigmentat (hipocromic). La oameni, de obicei, un exces de melanină indică hiperplazia țesuturilor irisului, iar o carență de melanină determină hipoplazie.
Heterocromia ochiului (heterochromia iridis sau heterochromia iridum în limbajul medical) este de două tipuri. În heterocromia completă, un iris are o culoare diferită de celălalt. În heterocromia parțială sau  heterocromia sectorială, o parte a irisului este de o culoare diferită față de restul irisului.
În limbajul colocvial, cel atins de această afecțiune se numește ceacâr sau ciacâr.

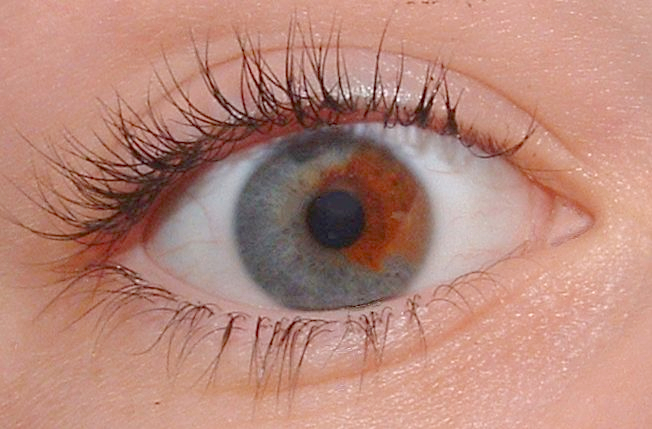
Heterocromie sectorială: iris albastru cu o porțiune căpruie.

Heterocromia parțială sau sectorială este mai puțin comună decât heterocromia completă, fiind întâlnită în afecțiunile autozomale moștenite, precum boala lui Hirschsprung și sindromul Waardenburg.

## Heterocromia la animale

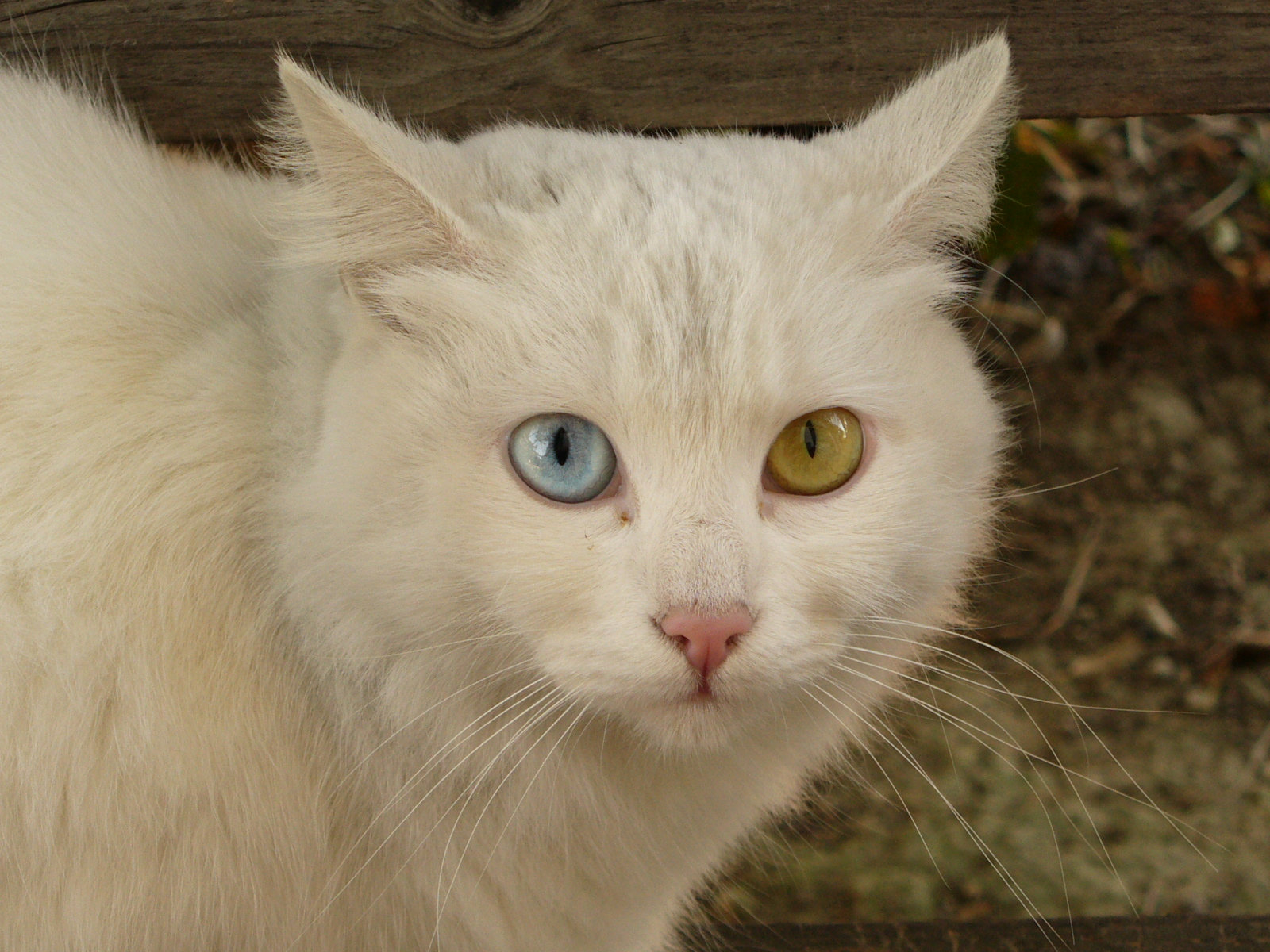
Heterocromie completă la o pisică domestică.
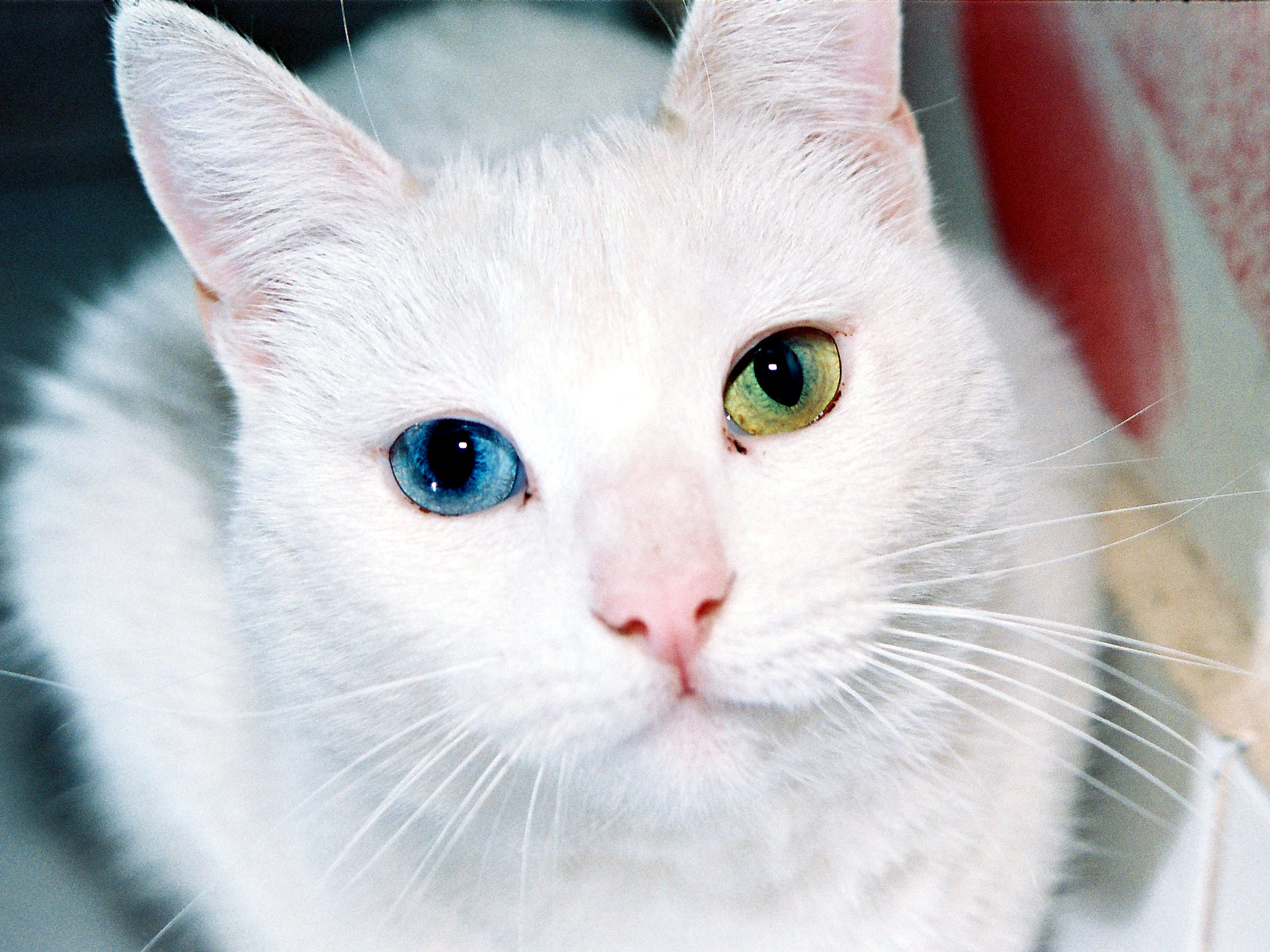
Heterocromie completă la o pisică: un ochi albastru, unul galben. Ochiul galben arată de parcă ar avea heterocromie centrală, exteriorul lui fiind galben, iar irisul verde.
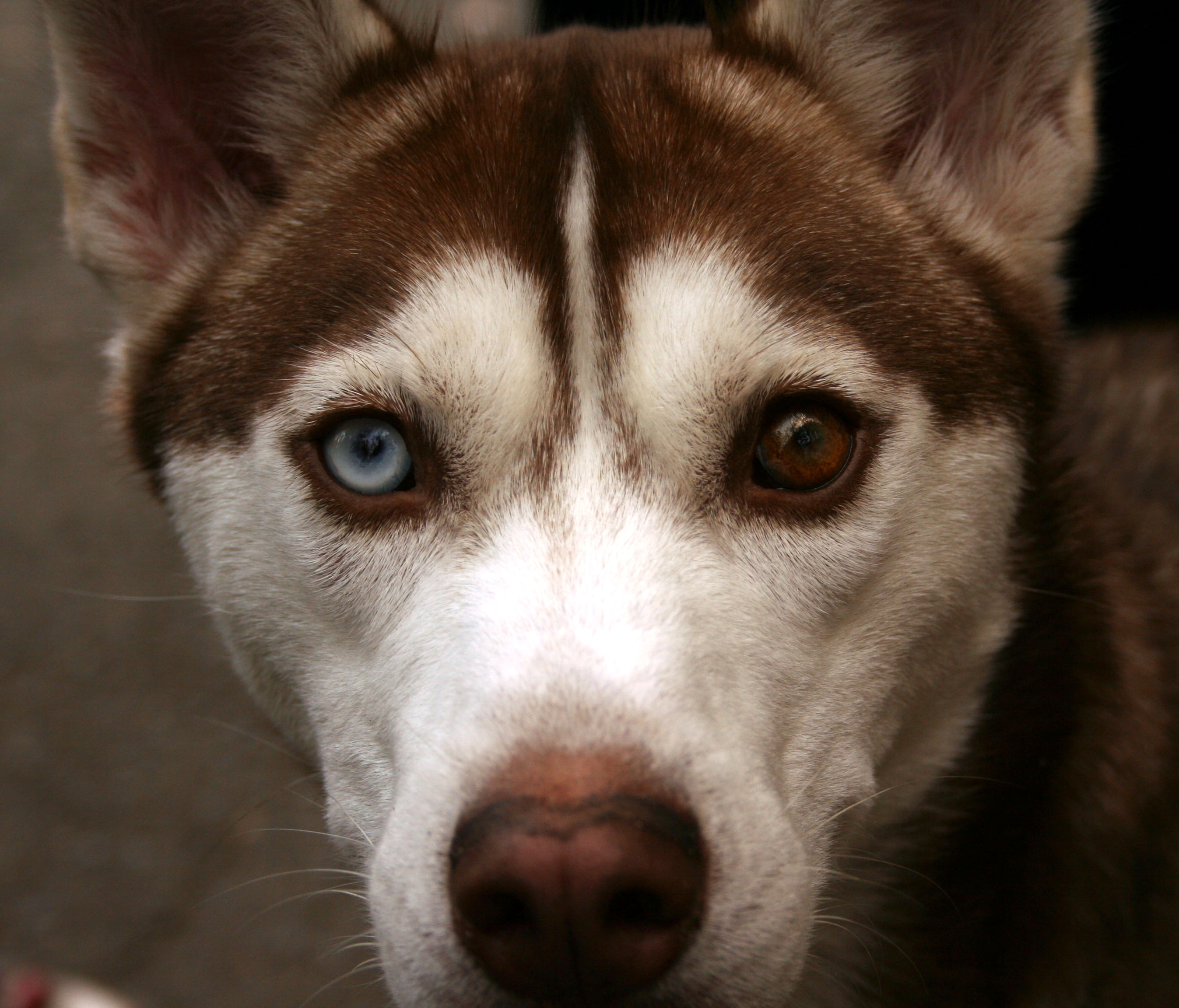
Heterocromie completă la un câine Husky: un ochi albastru, unul căprui.
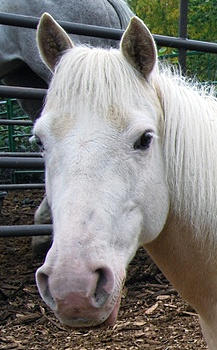
Heterocromie la un ponei Pinto palomino.

Deși nu este frecventă la oameni, heterocromia completă este întâlnită mai des la alte specii, unde este implicat aproape întotdeauna un ochi albastru. Culoarea albastră apare în interiorul unui zone albe, unde melanina lipsește din piele și păr. Aceste specii includ pisicile, în special rasele Van Turcească, Angora Turcească și foarte rar specia Bobtail japonez. Așa numitele „pisici cu ochi ciudați” sunt aproape sau în totalitate albe, cu un ochi de culoare normală (arămiu, portocaliu, galben sau verde) și un ochi albastru. La câini, heterocromia completă este întâlnită la Husky Siberian. Caii cu heterocromie completă au un ochi căprui și unul alb, gri sau albastru; această afecțiune este comună speciei Pinto. Heterocromia apare și la viței și chiar și la bivolul de apă.
Heterocromia sectorială, de obicei hipocromie sectorială, este întâlnită la câini, în special la rasele Ciobănesc Australian și Border Collie.

## Clasificarea în funcție de etiologie
Heterocromia este clasificată în principal prin debutul acesteia: este fie de natură genetică fie dobândită.
Deși în mod frecvent este făcută o distincție între heterocromia ce afectează întreg ochiul și cea sectorială, este de obicei clasificată ca genetică (datorită mozaicismului sau naturii congenitale) sau dobândită, cu mențiunea afectării porțiunii irisului în funcție de cât de întunecată sau de luminoasă este aceasta.

Heterocromie congenitală cu mod de transmitere autozomal dominantă (indivizii afectați moștenesc boala de la bărbați sau femei - în albastru persoanele normale, în roșu cele cu heterocromie iriană)

### Heterocromia congenitală
Heterocromia congenitală este de obicei moștenită ca o trăsătură autozomală.

#### Întunecare anormală a irisului
- Nodulii Lisch - hamartoame iriene întâlnite în neurofibromatoză
- Melanoza oculară - anomalie caracterizată de o pigmentare crescută a tractului uveal, episclerei și camerei anterioare.
- Melanocitoza oculodermală[7]
- Sindromul dispersiei pigmentare – stare cauzată de pierderea pigmentației suprafeței posterioare a irisului care este diseminată intraocular și depozitată pe diverse structuri intraoculare, inclusiv suprafața anterioară a irisului
- Sindromul Sturge-Weber – sindrom caracterizat de apariția unor pete pe nervul trigeminal, angioame meningeale homolaterale cu calcifieri intracraniene și semne neurologice, și angioame ale coroidei, câteodată cu glaucom secundar.[11][12].

#### Iluminare anormală a irisului
- Heterocromie simplă - stare caracterizată de absența altor probleme sistemice sau oculare. Ochiul mai deschis la culoare este considerat a fi cel afectat, indicând de obicei hipoplasia irisului. Irisul poate fi afectat complet sau doar parțial.
- Sindromul Horner[13] – deși este dobândit, poate fi moștenit genetic uneori.
- Sindromul Waardenburg[13][14] – sindrom în care heterocromia este prezentă ca hipocromie iriană bilaterală în unele cazuri. Un studiu japonez realizat pe unsprezece copii cu albinism a indicat faptul că toți aveau heterocromie sectorială/parțială.[15]
- Piebaldism – similar sindromului Waardenburg, o dereglare rară a dezvoltării melanocitelor caracterizate de o meșă albă și multiple macule hipopigmentate sau depigmentate simetric.
- Boala lui Hirschsprung – o tulburare intestinală asociată cu heterocromia în forma heterocromiei sectoriale. S-a arătat că sectoarele afectate au un număr redus de melanocite și au o diminuare a pigmentării stromale.[16]
- Incontinentia pigmenti[7]
- Sindromul Parry-Romberg[7]

### Heterocromie dobândită
Heterocromia dobândită este determinată de răni, inflamații sau tumori la nivel ocular sau de unele medicamente folosire în prepararea colirelor (picăturilor pentru ochi).

#### Întunecarea anormală a irisului
- Depozit de material
  - Sideroza[17] – depozit de fier în interiorul țesuturilor oculare, datorat unei răni ce a penetrat țesutul și a dus la reținerea intraoculară a unui corp străin ce conține fier.
  - Hemosideroza – depozit de fier în interiorul țesuturilor oculare datorat unei hifeme îndelungate (prezența de sânge în camera anterioară a ochiului) rezultată în urma unei răni.
- Folosirea anumitor picături de ochi – substanțele analoage prostaglandinului (latanoprost, izopropil unoproston,[18] travoprost și bimatoprost) sunt folosite local pentru a scădea presiunea intraoculară a pacienților cu glaucom. Heterocromia concentrică se dezvoltă la unii pacienți care au utilizat aceste medicamente, stroma din jurul sfincterului iridian devenind mai întunecată decât stroma periferică. Se crede că heterocromia este datorată unei sinteză crescute de melanină în interiorul melanocitelor irisului.
- Neoplasm – Nevi și tumori melanomatoase.
- Sindromul iridocorneal endotelial[7]
- Sindromul ectropionului irian[7]

#### Iluminare anormală a irisului
- Iridociclita heterocromică a lui Fuchs[17] – O formă idiopatică de uveită anterioară cu manifestări ușoare sau asimptomatică, asociată cu atrofia stromei irisului, care poate contribui și la formarea cataractei și a glaucomului. Frecvent, are un debut subtil și apare între vârstele de 20 și 40 de ani fiind bilaterală în aproximativ 13% din pacienții. De obicei, pacientul este asimptomatic sau se poate plânge de faptul că un ochi are vederea mai slabă.[19] Examinarea biomicroscopică cu lampa va dezvălui un ochi alb cu depozite keratinice stelate pe endoteliul cornean.[20] Camera anterioară poate avea urme de celule în umoarea apoasă. Atrofia stromei irisului apare în ochiul afectat, producând hipocromie, ocazional defecte de transiluminare a irisului. Numeroase studii au arătat ca heterocromia irisului este predominant asociată cu sindromul Fuchs[21][22][23], rezultând că există dificultăți în recunoașterea schimbărilor de culoare a irisului la indivizii cu ochi de culoare închisă.[23][24]
- Sindromul lui Horner[17] – de obicei dobândit, ca în neuroblastom,[25] dar și, uneori, moștenit.
- Neoplasm – Melanomul poate fi de asemenea foarte slab pigmentat, un iris cu o colorație slabă putând fi o manifestare rară a unei boli metastazice a ochiului.

Heterocromia a fost observată și la indivizii cu sindromul Duane.
- Irita cronică[7]
- Xantogranulomatoza juvenilă[7]
- Leucemie și limfom[7]

## Heterocromia centrală

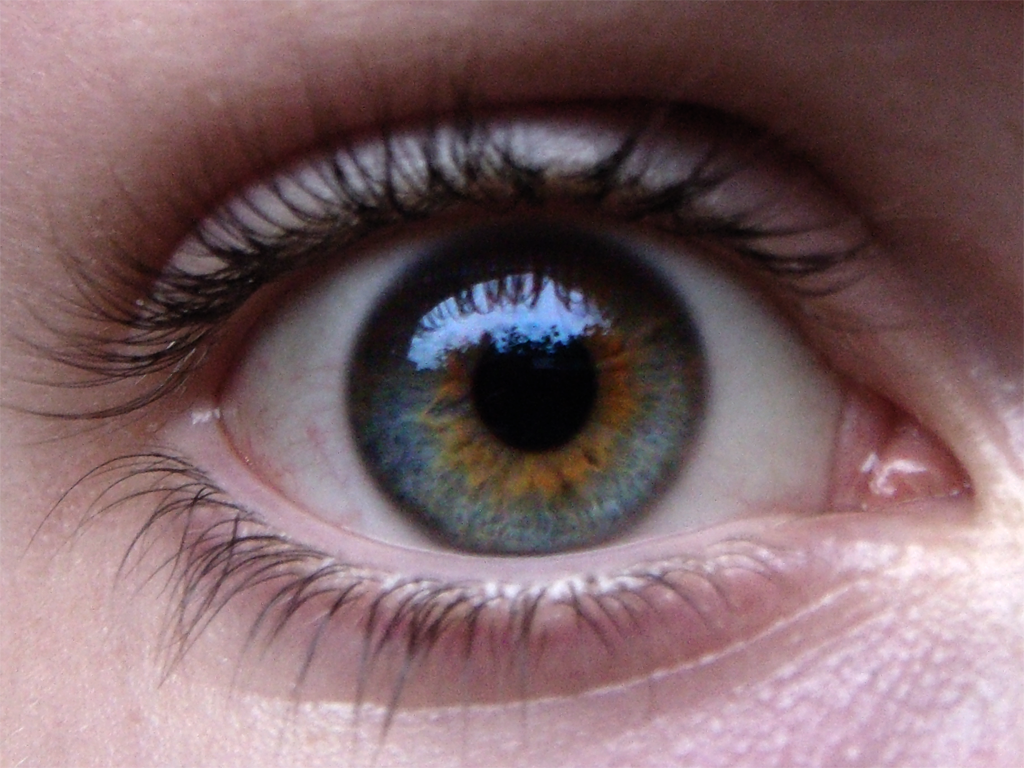
Exemplu de heterocromie centrală ce indică un iris albastru către căprui.

Dacă heterocromia (cunoscută și ca heterochromia iridis sau heterochromia iridum) este starea patologică în care un iris diferă prin culoare de celălalt (heterocromie completă), heterocromia centrală este afecțiunea oculară în care apar două culori diferite ale unui același iris. Apare în zona pupilară a irisului, unde culoarea diferă față de cea median-periferică (ciliară) a acestuia.
Culoarea ochilor este determinată în principal de concentrația și distribuția pigmenților melanici în interiorul țesuturilor irisului, iar afectarea acestora conduce la apariția diferitelor culori iridiene.
Deși irisul uman poate avea numeroase culori, combinația a doar trei culori „adevărate”  determină aspectul exterior al irisului: căprui, galben și gri. În funcție de concentrația fiecărei culori în ochii unui individ este determinată culoarea acestora.
Ochii care sunt afectați de heterocromia centrală sunt numiți „ochi de pisică” datorită aspectului multicolor al irisului. Această formă este mai întâlnită la irisurile care conțin cantități mici de melanină; totodată, heterocromia centrală nu etichetează un ochi ca fiind aluniu. Acest lucru se explică prin faptul că cercul exterior al ochiului afectat este culoarea adevărată a irisului.

## Personalități care suferă de heterocromie
- Dominic Sherwood
- Alexandru cel Mare[31][32]
- Anastasius I al Imperiului Bizantin[32][33]
- Dan Aykroyd[34]
- Elizabeth Berkley[35][36]
- Kate Bosworth[34][37]
- David Bowie[38][39] (Statutul lui Bowie este ambiguu. Unele surse[40] indică faptul că aspectul ochilor lui Bowie este rezultatul unei pupile dilatate constant, si nu al heterocromiei.)
- Alice Eve
- Michael Flatley[41]
- Louis Émile Javal[42]
- Mila Kunis[43][44]

- Oded Kattash[45]
- Virginia Madsen[46][47]
- Tim McIlrath[48]
- Demi Moore[49]
- Les Murray[50]
- Pacho O'Donnell [51]
- Joe Pesci[necesită citare]
- Max Scherzer[52][53]
- Jane Seymour[34][54]
- Kiefer Sutherland[40]
- Elizabeth Taylor[55][56][57]
- Christopher Walken[58][59]